# 金線蓮

## 植物簡介

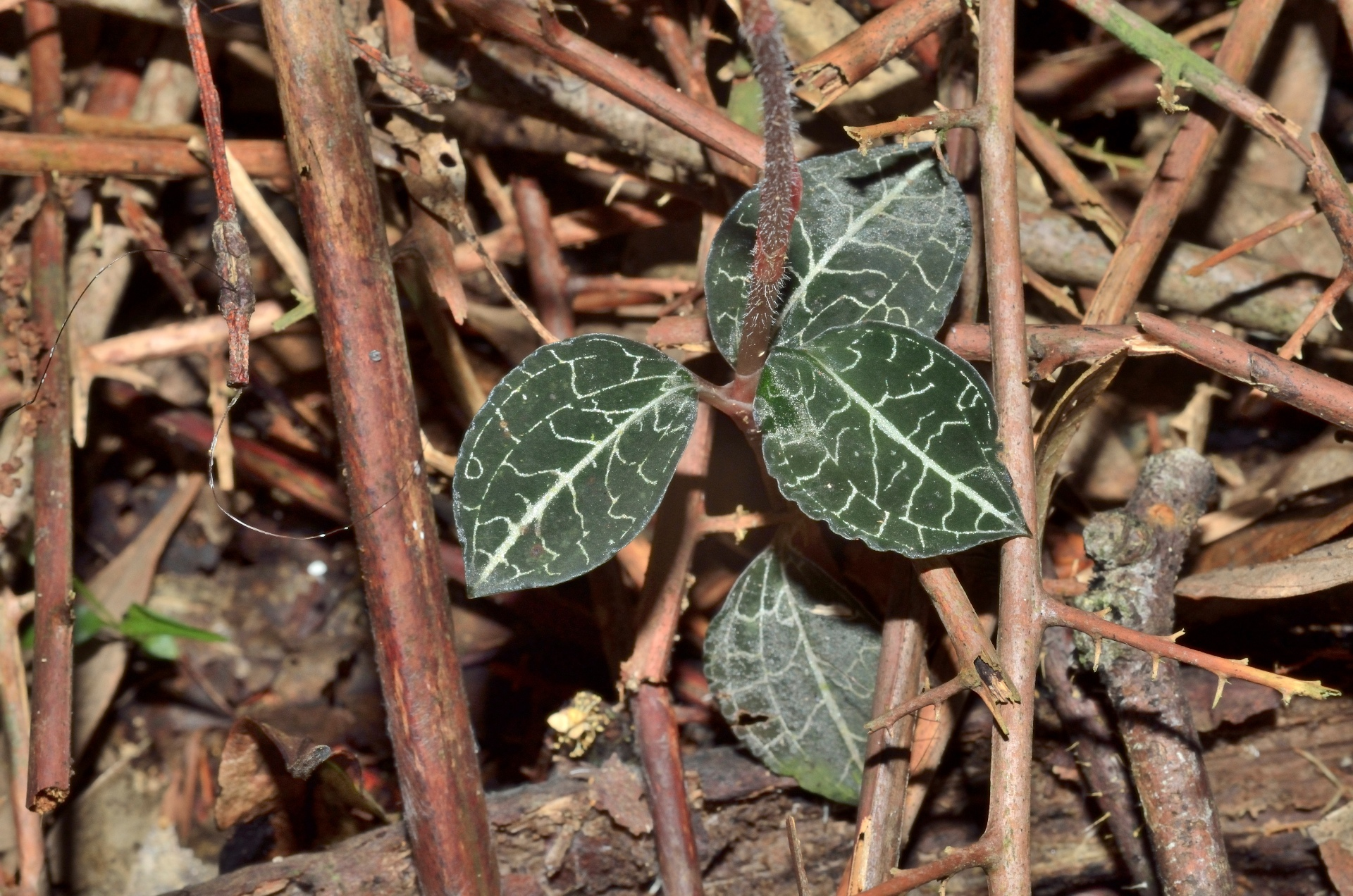
恆春金線蓮外觀

金線蓮屬多年生草本植物，多分佈中低海拔，生長於陰涼的腐葉土中。屬地生蘭。肉質匍匐莖，呈暗紅色，莖上有明顯的節點。葉形為卵形或卵圓形，葉面成墨綠色且有絨布質感，葉脈呈白金色的金屬反光條紋，金線之名由此而來。葉子背面呈淺紫紅色。總狀花序，白色花，夏秋之際開花。1974年吳進錩發表金線蓮的神奇用途。另有一種銀線蓮（Goodyera matsumurana），與金線蓮類似，又稱假金線蓮。

## 栽培[2]
半日照冷涼環境，高濕度可促進生長。栽培介質適合用培養土或水苔。介質略乾就澆水，盡量保持高濕度環境。每季使用一次長效性綜合肥料，切記不可過量，以免傷根。也可使用扦插與無菌播種法繁殖。

## 功能與主治
金線蓮又稱「神農妙蓮」，根據李時珍《本草綱目》記載，金線蓮能入肝、脾、腎三經，起到養血、涼血、護肝、清熱解毒之功效，是歷代皇室宮廷的養生御品
《中藥辭海》 記載：「金線蓮主治肺結核咳血，糖尿病，膀胱炎，重症肌無力，風濕性及類風濕性關節炎，毒蛇咬傷。」
對支氣管炎、腎炎、關節炎等慢性病有較好的療效。其衝劑產品保肝護肝，有利於增強人體免疫力。此外，金線蓮產品含有生物鹼、固醇類化合物等成分，對高血壓、高血糖、高血脂人群，以及患有炎症、支氣管炎、小兒高燒等人群有非常好的療效。金線蓮中還含有多種微量元素，可以當作很好的保健食品。
據《中華本草》記載，金線蓮性平味甘，具有清熱涼血、祛風利濕、平衡陰陽、生津養顏、調和血氣、延年益壽的功效，被譽為民間藥王。金線蓮的成分和功效早己為人所熟知，不僅有良好的口碑，也有大量的文獻支撐。現代科學研究則發現，金線蓮含有多種氨基酸成分及抗衰老的微量元素，有天然的保健養生作用。

## 食用
採收的金線蓮應用透氣的竹簍裝，去除泥士，及時清洗、瀝干，即為金線蓮鮮品；採用烘乾機烘乾，當含水量達 9%以下、手折梗斷時為乾品金線蓮乾品有濃濃的野草香味，煎水後湯色從無色漸轉淡紫紅色，味平甘，人口有淡淡蘭花清香，過喉甘味。